# L'Invention des jours heureux
Pour plus de détails, voir Fiche technique et Distribution.
L'Invention des jours heureux est un court métrage français réalisé par Sandrine Dumas et sorti en 2011.

## Fiche technique
- Titre : L'Invention des jours heureux
- Réalisation : Sandrine Dumas
- Scénario : Sandrine Dumas et Natalia Reyes
- Photographie : Marc Tevanian
- Décors : Leonardo Haertling et Cécile Vatelot
- Costumes : Judy Shrewsbury
- Son : Jean-Paul Mugel, Anne Gibourg et Emmanuel Croset
- Montage : Barbara Bascou
- Musique : Delphine Ciampi et les Colettes
- Production : Sotavento Productions
- Pays d'origine :  France
- Durée : 26 minutes
- Date de sortie : France - 26 mars 2011

## Distribution
- Katerina Golubeva : Olga
- Yanan Li : Mai
- Tien Shue
- Eliott Olivrie
- Lucie Laporte

## Distinctions
- Prix du public du meilleur court métrage français au Festival international de films de femmes de Créteil 2011[1]